# فهرست سناتورهای کنونی ایالات متحده آمریکا

ترکیب مجلس سِنا بر اساس ایالت و حزب ها
دارای دو سناتور دموکرات
دارای دو سناتور جمهوری‌خواه
دارای یک سناتور دموکرات و یک سناتور جمهوری‌خواه

## فهرست سناتورهای کنونی ایالات متحده آمریکا
فهرست سناتورهای کنونی ایالات متحده آمریکا شامل بیوگرافی ۱۰۰ سناتور، دو نفر از هر یک از ۵۰ ایالات آمریکا می‌باشد. 
این فهرست شامل: سناتورهای کنونی مجلس سنای ایالات متحده آمریکا (صد و هجدهمین کنگره ایالات متحده آمریکا) می شود.

## فهرست سناتورها
فهرست شامل نام و نام خانوادگی سناتورها، ایالت انتخابی ، حزب، تجربه در بخش خصوصی، تجربه در بخش دولتی، تحصیلات، تاریخ شروع به کار، تاریخ تولد و تاریخ اتمام دوره می‌باشد.
| ایالت           | پرتره | نام                |  | حزب            | شغل | تجربه در بخش دولتی | شروع به کار                                                                                       | متولد                    | تاریخ اتمام دوره        |
| --------------- | ----- | ------------------ |  | -------------- | --- | --- | ------------------------------------------------------------------------------------------------- | ------------------------ | ----------------------- |
| آلاباما         |       | کیتی بریت          |  | جمهوری‌خواه     | کارمند سنا مدیر یک دانشگاه وکیل مدیر کمپین مدیرعامل و رئیس شورای بازرگانی آلاباما عضو هیئت مدیره فدراسیون حیات وحش آلاباما | - | -                                                                                                 | -                        | -                       |
| آلاباما         |       | تامی تابرویل       |  | جمهوری‌خواه     | مربی فوتبال آمریکایی شریک یک شرکت مدیریت سرمایه گذاری                                                                      | ندارد | ۳ ژانویه، ۲۰۲۱                                                                                    | ۱۸ سپتامبر ۱۹۵۴ ‏(۷۰ سال) | ۲۰۲۶                    |
| آلاسکا          |       | لیسا مرکاوسکی      |  | جمهوری‌خواه     | وکیل خصوصی | مجلس ایالتی آلاسکا | ۲۰ دسامبر، ۲۰۰۲                                                                                   | ۲۲ مهٔ ۱۹۵۷ ‏(۶۸ سال)      | ۲۰۲۲                    |
| آلاسکا          |       | دن سالیون          |  | جمهوری‌خواه     | افسر وکیل سپاه تفنگداران دریایی ایالات متحده                                                                               | دادستان کل آلاسکا | ۳ ژانویه، ۲۰۱۵                                                                                    | ۱۳ نوامبر ۱۹۶۴ ‏(۶۰ سال)  | ۲۰۲۶                    |
| آریزونا         |       | کیرستن سینما       |  | دموکرات        | فعال سیاسی اجتماعیوکیلاستاد دانشگاه                                                                                        | مجلس نمایندگان آمریکا | ۳ ژانویه، ۲۰۱۹                                                                                    | ۱۲ ژوئیهٔ ۱۹۷۶ ‏(۴۸ سال)   | ۲۰۲۴                    |
| آریزونا         |       | مارک کلی           |  | دموکرات        | افسر نیروی دریایی ایالات متحدهفضانورد ناسا                                                                                 | ندارد | ۲ دسامبر، ۲۰۲۰                                                                                    | ۲۰ فوریهٔ ۱۹۶۴ ‏(۶۱ سال)   | ۲۰۲۲                    |
| آرکانزاس        |       | جان بوزمن          |  | جمهوری‌خواه     | بینایی‌سنجی | Rogers Public School Board, مجلس نمایندگان آمریکا | ۳ ژانویه، ۲۰۱۱                                                                                    | ۱۰ دسامبر ۱۹۵۰ ‏(۷۴ سال)  | ۲۰۲۲                    |
| آرکانزاس        |       | تام کاتن           |  | جمهوری‌خواه     | وکیل افسر نیروی زمینی ارتش ایالات متحده                                                                                    | مجلس نمایندگان آمریکا | ۳ ژانویه، ۲۰۱۵                                                                                    | ۱۳ مهٔ ۱۹۷۷ ‏(۴۸ سال)      | ۲۰۲۶                    |
| کالیفرنیا       |       | داین فاینستاین     |  | دموکرات        | ندارد | San Francisco Board شهردار سانفرانسیسکو | ۱۰ نوامبر، ۱۹۹۲                                                                                   | ۲۲ ژوئن ۱۹۳۳ ‏(۹۲ سال)    | ۲۰۲۴                    |
| کالیفرنیا       |       | الکس پدیا          |  | دموکرات        | مهندس | وزیر دولت کالیفرنیاسنای ایالتی کالیفرنیا | ۲۰ ژانویه، ۲۰۲۱                                                                                   | ۲۲ مارس ۱۹۷۳ ‏(۵۲ سال)    | ۲۰۲۲                    |
| کلرادو          |       | مایکل بنت          |  | دموکرات        | وکیلمدیر عامل شرکت | Denver Public Schools Superintendent Chief of staff to the Mayor of Denver | ۲۱ ژانویه، ۲۰۰۹                                                                                   | ۲۸ نوامبر ۱۹۶۴ ‏(۶۰ سال)  | ۲۰۲۲                    |
| کلرادو          |       | جان هیکنلوپر       |  | دموکرات        | زمین‌شناسبیزینس‌من | فرماندار کلرادوشهردار دنور | ۳ ژانویه، ۲۰۲۱                                                                                    | ۷ فوریهٔ ۱۹۵۲ ‏(۷۳ سال)    | ۲۰۲۶                    |
| کنتیکت          |       | ریچارد بلومنتال    |  | دموکرات        | ندارد | Connecticut Attorney General, Connecticut Senate, Connecticut House | ۵ ژانویه، ۲۰۱۱                                                                                    | ۱۳ فوریهٔ ۱۹۴۶ ‏(۷۹ سال)   | ۲۰۲۲                    |
| کنتیکت          |       | کریس مورفی         |  | دموکرات        | ندارد | مجلس نمایندگان آمریکا، Connecticut Senate, Connecticut House | ۳ ژانویه، ۲۰۱۳                                                                                    | ۳ اوت ۱۹۷۳ ‏(۵۱ سال)      | ۲۰۲۴                    |
| دلاویر          |       | تام کارپر          |  | دموکرات        | ندارد | Delaware Governor, مجلس نمایندگان آمریکا، Delaware Treasurer | ۳ ژانویه، ۲۰۰۱                                                                                    | ۲۳ ژانویهٔ ۱۹۴۷ ‏(۷۸ سال)  | ۲۰۲۴                    |
| دلاویر          |       | کریس کونز          |  | دموکرات        | سازمان ناسودبر work, lawyer for a تولید (صنعت)                                                                             | شهرستان نیو کستل، دلاویر Executive | ۱۵ نوامبر، ۲۰۱۰                                                                                   | ۹ سپتامبر ۱۹۶۳ ‏(۶۱ سال)  | ۲۰۲۶                    |
| فلوریدا         |       | مارکو روبیو        |  | جمهوری‌خواه     | وکیل خصوصی | Florida House Speaker | ۳ ژانویه، ۲۰۱۱                                                                                    | ۲۸ مهٔ ۱۹۷۱ ‏(۵۴ سال)      | ۲۰۲۲                    |
| فلوریدا         |       | ریک اسکات          |  | جمهوری‌خواه     | مدیر عامل، وکیل | فرماندار فلوریدا | ۸ ژانویه، ۲۰۱۹                                                                                    | ۱ دسامبر ۱۹۵۲ ‏(۷۲ سال)   | ۲۰۲۴                    |
| جورجیا          |       | جان آساف           |  | دموکرات        | خبرنگار، تهیه‌کننده فیلم مستند                                                                                              | ندارد | ۲۰ ژانویه، ۲۰۲۱                                                                                   | ۱۶ فوریهٔ ۱۹۸۷ ‏(۳۸ سال)   | ۲۰۲۶                    |
| جورجیا          |       | رافایل وارناک      |  | دموکرات        | کشیش | ندارد | ۲۰ ژانویه، ۲۰۲۱                                                                                   | ۲۳ ژوئیهٔ ۱۹۶۹ ‏(۵۵ سال)   | ۲۰۲۲                    |
| هاوائی          |       | برایان شاتس        |  | دموکرات        | CEO، هیئت مدیره | Hawaii Lieutenant Governor, Hawaii House | ۲۶ دسامبر، ۲۰۱۲                                                                                   | ۲۰ اکتبر ۱۹۷۲ ‏(۵۲ سال)   | ۲۰۲۲                    |
| هاوائی          |       | میزی هیرونو        |  | دموکرات        | وکیل خصوصی | مجلس نمایندگان آمریکا، Hawaii House, Hawaii Lieutenant Governor | ۳ ژانویه، ۲۰۱۳                                                                                    | ۳ نوامبر ۱۹۴۷ ‏(۷۷ سال)   | ۲۰۲۴                    |
| آیداهو          |       | مایک کراپو         |  | جمهوری‌خواه     | وکیل | مجلس نمایندگان آمریکا، Idaho Senate | ۳ ژانویه، ۱۹۹۹                                                                                    | ۲۰ مهٔ ۱۹۵۱ ‏(۷۴ سال)      | ۲۰۲۲                    |
| آیداهو          |       | جیم ریش            |  | جمهوری‌خواه     | استاد دانشگاه، rancher, president of nonprofit                                                                             | Idaho Governor, Idaho Lieutenant Governor, Idaho Senate President pro tempore، شهرستان آدا، آیداهو دادستان ناحیه‌ای | ۳ ژانویه، ۲۰۰۹                                                                                    | ۳ مهٔ ۱۹۴۳ ‏(۸۲ سال)       | ۲۰۲۶                    |
| ایلینوی         |       | دیک دربین          |  | دموکرات        | وکیل خصوصی، استاد دانشگاه                                                                                                  | مجلس نمایندگان آمریکا | ۳ ژانویه، ۱۹۹۷                                                                                    | ۲۱ نوامبر ۱۹۴۴ ‏(۸۰ سال)  | ۲۰۲۶                    |
| ایلینوی         |       | تمی داکورت         |  | دموکرات        | افسر گارد ملی ارتش | مجلس نمایندگان آمریکا، وزارت امور کهنه سربازان ایالات متحده آمریکا for Public and Intergovernmental Affairs | ۳ ژانویه، ۲۰۱۷                                                                                    | ۱۲ مارس ۱۹۶۸ ‏(۵۷ سال)    | ۲۰۲۲                    |
| ایندیانا        |       | تاد یانگ           |  | جمهوری‌خواه     | وکیل، استاد دانشگاه | مجلس نمایندگان آمریکا | ۳ ژانویه، ۲۰۱۷                                                                                    | ۲۴ اوت ۱۹۷۲ ‏(۵۲ سال)     | ۲۰۲۲                    |
| ایندیانا        |       | مایک بران          |  | جمهوری‌خواه     | بیزینس من | Indiana house | ۳ ژانویه، ۲۰۱۹                                                                                    | ۲۴ مارس ۱۹۵۴ ‏(۷۱ سال)    | ۲۰۲۴                    |
| آیووا           |       | چاک گرسلی          |  | جمهوری‌خواه     | کشاورز، استاد دانشگاه | مجلس نمایندگان آمریکا، Iowa House | ۳ ژانویه، ۱۹۸۱                                                                                    | ۱۷ سپتامبر ۱۹۳۳ ‏(۹۱ سال) | ۲۰۲۲                    |
| آیووا           |       | جونی ارنست         |  | جمهوری‌خواه     | کشاورز، افسر گارد ملی ارتش                                                                                                 | Iowa Senate | ۳ ژانویه، ۲۰۱۵                                                                                    | ۱ ژوئیهٔ ۱۹۷۰ ‏(۵۵ سال)    | ۲۰۲۶                    |
| کانزاس          |       | جری مرن            |  | جمهوری‌خواه     | بانک‌دار، وکیل | مجلس نمایندگان آمریکا، Kansas Senate | ۳ ژانویه، ۲۰۱۱                                                                                    | ۲۹ مهٔ ۱۹۵۴ ‏(۷۱ سال)      | ۲۰۲۲                    |
| کانزاس          |       | راجر مارشال        |  | جمهوری‌خواه     | پزشک، سروان ارتش | U.S. House, Kansas Senate | ۳ ژانویه، ۲۰۲۱                                                                                    | ۹ اوت ۱۹۶۰ ‏(۶۴ سال)      | ۲۰۲۶                    |
| کنتاکی          |       | میچ مکانل          |  | جمهوری‌خواه     | وکیل | U.S. Deputy Assistant Attorney General for Legislative Affairs, Jefferson County Executive | ۳ ژانویه، ۱۹۸۵                                                                                    | ۲۰ فوریهٔ ۱۹۴۲ ‏(۸۳ سال)   | ۲۰۲۶                    |
| کنتاکی          |       | رند پال            |  | جمهوری‌خواه     | چشم‌پزشکی | Congressional Intern | ۳ ژانویه، ۲۰۱۱                                                                                    | ۷ ژانویهٔ ۱۹۶۳ ‏(۶۲ سال)   | ۲۰۲۲                    |
| لوئیزیانا       |       | بیل کسیدی          |  | جمهوری‌خواه     | پزشک | مجلس نمایندگان آمریکا، Louisiana Senate | ۳ ژانویه، ۲۰۱۵                                                                                    | ۲۸ سپتامبر ۱۹۵۷ ‏(۶۷ سال) | ۲۰۲۶                    |
| لوئیزیانا       |       | جان کندی           |  | جمهوری‌خواه     | وکیل، استاد حقوق | Louisiana Revenue Department, Governor's counsel, Louisiana Treasurer | ۳ ژانویه، ۲۰۱۷                                                                                    | ۲۱ نوامبر ۱۹۵۱ ‏(۷۳ سال)  | ۲۰۲۲                    |
| مین             |       | سوزان کالینز       |  | جمهوری‌خواه     | مدیر اجرایی مرکز مشاغل خانوادگی در دانشگاه هوسون                                                                           | Maine Professional and Financial Regulation Commissioner | ۳ ژانویه، ۱۹۹۷                                                                                    | ۷ دسامبر ۱۹۵۲ ‏(۷۲ سال)   | ۲۰۲۶                    |
| مین             |       | آنگوس کینگ         |  | مستقل          | وکیل | فرماندار مین | ۳ ژانویه، ۲۰۱۳                                                                                    | ۳۱ مارس ۱۹۴۴ ‏(۸۱ سال)    | ۲۰۲۴                    |
| مریلند          |       | بن کاردین          |  | دموکرات        | وکیل خصوصی | مجلس نمایندگان آمریکا، Maryland House | ۳ ژانویه، ۲۰۰۷                                                                                    | ۵ اکتبر ۱۹۴۳ ‏(۸۱ سال)    | ۲۰۲۴                    |
| مریلند          |       | کریس وان هولن      |  | دموکرات        | ندارد | مجلس نمایندگان | ۳ ژانویه، ۲۰۱۷                                                                                    | ۱۰ ژانویهٔ ۱۹۵۹ ‏(۶۶ سال)  | ۲۰۲۲                    |
| ماساچوست        |       | الیزابت وارن       |  | دموکرات        | وکیل مؤسسه حقوقی | CFPB Director, COP Chair | ۳ ژانویه، ۲۰۱۳                                                                                    | ۲۲ ژوئن ۱۹۴۹ ‏(۷۶ سال)    | ۲۰۲۴                    |
| ماساچوست        |       | اد مارکی           |  | دموکرات        | وکیل مؤسسه حقوقی | مجلس نمایندگان آمریکا، Massachusetts House | ۱۶ ژوئیه، ۲۰۱۳                                                                                    | ۱۱ ژوئیهٔ ۱۹۴۶ ‏(۷۸ سال)   | ۲۰۲۶                    |
| میشیگان         |       | دبی ستبنو          |  | دموکرات        | ندارد | مجلس نمایندگان آمریکا، Michigan Senate, Michigan House، شهرستان اینگام، میشیگان Board | ۳ ژانویه، ۲۰۰۱                                                                                    | ۲۹ آوریل ۱۹۵۰ ‏(۷۵ سال)   | ۲۰۲۴                    |
| میشیگان         |       | گری پیترز          |  | دموکرات        | مشاور سرمایه‌گذاری، مدرس | مجلس نمایندگان آمریکا، Michigan Lottery Commissioner, Michigan Senate | ۳ ژانویه، ۲۰۱۵                                                                                    | ۱ دسامبر ۱۹۵۸ ‏(۶۶ سال)   | ۲۰۲۶                    |
| مینه سوتا       |       | ایمی کلوبشار       |  | دموکرات        | وکیل مؤسسه حقوقی | شهرستان هنپین، مینه‌سوتا دادستان ناحیه‌ای | ۳ ژانویه، ۲۰۰۷                                                                                    | ۲۵ مهٔ ۱۹۶۰ ‏(۶۵ سال)      | ۲۰۲۴                    |
| مینه سوتا       |       | تینا اسمیت         |  | دموکرات        | مشاور ارتباطات عمومی | Lieutenant Governor of Minnesota | ۳ ژانویه، ۲۰۱۸                                                                                    | ۴ مارس ۱۹۵۸ ‏(۶۷ سال)     | ۲۰۲۶                    |
| میسیسیپی        |       | راجر ویکر          |  | جمهوری‌خواه     | ندارد | مجلس نمایندگان آمریکا، Mississippi Senate | ۳۱ دسامبر، ۲۰۰۷                                                                                   | ۵ ژوئیهٔ ۱۹۵۱ ‏(۷۳ سال)    | ۲۰۲۴                    |
| میسیسیپی        |       | سیندی هاید-اسمیت   |  | جمهوری‌خواه     | کشاورز | Mississippi Commissioner of Agriculture and Commerce Mississippi Senate | ۹ آوریل، ۲۰۱۸                                                                                     | ۱۰ مهٔ ۱۹۵۹ ‏(۶۶ سال)      | ۲۰۲۶                    |
| میزوری          |       | روی بلانت          |  | جمهوری‌خواه     | رئیس دانشگاه باپتیست جنوب غربی آمریکا                                                                                      | U.S. House, Missouri Secretary of State | ۳ ژانویه، ۲۰۱۱                                                                                    | ۱۰ ژانویهٔ ۱۹۵۰ ‏(۷۵ سال)  | ۲۰۲۲                    |
| میزوری          |       | جاش هالی           |  | جمهوری‌خواه     | وکیل، استاد دانشگاه | دادستان کل میزوری | ۳ ژانویه، ۲۰۱۹                                                                                    | ۳۱ دسامبر ۱۹۷۹ ‏(۴۵ سال)  | ۲۰۲۴                    |
| مونتانا         |       | جان تستر           |  | دموکرات        | معلم موسیقی، کشاورز | Montana Senate President | ۳ ژانویه، ۲۰۰۷                                                                                    | ۲۱ اوت ۱۹۵۶ ‏(۶۸ سال)     | ۲۰۲۴                    |
| مونتانا         |       | استیو دینز         |  | جمهوری‌خواه     | اهالی کسب‌وکار | U.S. House | ۳ ژانویه، ۲۰۱۵                                                                                    | ۲۰ اوت ۱۹۶۲ ‏(۶۲ سال)     | ۲٫۲۶                    |
| نبراسکا         |       | دب فیشر            |  | جمهوری‌خواه     | Rancher | Nebraska Legislature | ۳ ژانویه، ۲۰۱۳                                                                                    | ۱ مارس ۱۹۵۱ ‏(۷۴ سال)     | ۲۰۲۴                    |
| نبراسکا         |       | بن سس              |  | جمهوری‌خواه     | رئیس دانشگاه میدلند | وزارت بهداشت و خدمات انسانی ایالات متحده آمریکا | ۳ ژانویه، ۲۰۱۵                                                                                    | ۲۲ فوریهٔ ۱۹۷۲ ‏(۵۳ سال)   | ۲۰۲۶                    |
| نوادا           |       | کاترین کورتس ماستو |  | دموکرات        | وکیل | Nevada Attorney General | ۳ ژانویه، ۲۰۱۷                                                                                    | ۲۹ مارس ۱۹۶۴ ‏(۶۱ سال)    | ۲۰۲۲                    |
| نوادا           |       | جکی روزن           |  | دموکرات        | برنامه‌نویس کامپیوتر، توسعه‌دهنده نرم‌افزار                                                                                   | U.S. House | ۳ ژانویه، ۲۰۱۹                                                                                    | ۲ اوت ۱۹۵۷ ‏(۶۷ سال)      | ۲۰۲۴                    |
| نیوهمپشر        |       | جین شاهین          |  | دموکرات        | معلم، کارآفرین | New Hampshire Governor, New Hampshire Senate | ۳ ژانویه، ۲۰۰۹                                                                                    | ۲۸ ژانویهٔ ۱۹۴۷ ‏(۷۸ سال)  | ۲۰۲۶                    |
| نیوهمپشر        |       | مگی حسن            |  | دموکرات        | وکیل، مدیر اجرایی بهداشت و درمان                                                                                           | New Hampshire Governor, New Hampshire Senate Majority Leader | ۳ ژانویه، ۲۰۱۷                                                                                    | ۲۷ فوریهٔ ۱۹۵۸ ‏(۶۷ سال)   | ۲۰۲۲                    |
| نیوجرسی         |       | باب منندز          |  | دموکرات        | وکیل خصوصی | U.S. House, New Jersey Senate, New Jersey General Assembly، اونیون سیتی، نیوجرسی Mayor | ۱۸ ژانویه، ۲۰۰۶                                                                                   | ۱ ژانویهٔ ۱۹۵۴ ‏(۷۱ سال)   | ۲۰۲۴                    |
| نیوجرسی         |       | کوری بوکر          |  | دموکرات        | وکیل | Newark Mayor | ۳۱ اکتبر، ۲۰۱۳                                                                                    | ۲۲ آوریل ۱۹۶۹ ‏(۵۶ سال)   | ۲۰۲۶                    |
| نیو مکزیکو      |       | مارتین هاینریک     |  | دموکرات        | هیئت مدیره شرکت خصوصی، مشاور                                                                                               | U.S. House, Albuquerque City Council | ۳ ژانویه، ۲۰۱۳                                                                                    | ۱۷ اکتبر ۱۹۷۱ ‏(۵۳ سال)   | ۲۰۲۴                    |
| نیو مکزیکو      |       | بن ری لوهان        |  | دموکرات        | مشاور Ushr\|NM\|3\|U.S. House}} l}}                                                                                        | ۳ ژانویه، ۲۰۲۱ | ۷ ژوئن ۱۹۷۲ ‏(۵۳ سال)                                                                              | ۲۰۲۶                     |                         |
| نیویورک         |       | چاک شومر           |  | دموکرات        | وکیل | مجلس نمایندگان آمریکا، New York Assembly | ۳ ژانویه، ۱۹۹۹                                                                                    | ۲۳ نوامبر ۱۹۵۰ ‏(۷۴ سال)  | ۲۰۲۲                    |
| نیویورک         |       | کرستن جیلیبرند     |  | دموکرات        | وکیل | مجلس نمایندگان آمریکا، وزارت مسکن و توسعه شهری ایالات متحده آمریکا | ۲۶ ژانویه، ۲۰۰۹                                                                                   | ۹ دسامبر ۱۹۶۶ ‏(۵۸ سال)   | ۲۰۲۴                    |
| کارولینای شمالی |       | ریچارد بر          |  | جمهوری‌خواه     | مدیر فروش، هیئت مدیره | U.S. House | ۳ ژانویه، ۲۰۰۵                                                                                    | ۳۰ نوامبر ۱۹۵۵ ‏(۶۹ سال)  | ۲۰۲۲                    |
| کارولینای شمالی |       | تام تیلیس          |  | جمهوری‌خواه     | مشاور کسب و کار | North Carolina House Speaker | ۳ ژانویه، ۲۰۱۵                                                                                    | ۳۰ اوت ۱۹۶۰ ‏(۶۴ سال)     | ۲۰۲۶                    |
| داکوتای شمالی   |       | John Hoeven        |  | حزب جمهوری‌خواه | بانکدار | North Dakota Governor | کالج دارتموث (کارشناسی هنر) دانشگاه نورت‌وسترن (ام‌بی‌ای)                                            | January 3، ۲۰۱۱          | ۱۳ مارس ۱۹۵۷ ‏(۶۸ سال)   |
| داکوتای شمالی   |       | Heidi Heitkamp     |  | حزب دموکرات    | ندارد | وکیل for state government agencies, North Dakota Attorney General, North Dakota Tax Commissioner | دانشگاه داکوتای شمالی (کارشناسی هنر) Lewis and Clark College (جی دی)                              | January 3، ۲۰۱۳          | ۳۰ اکتبر ۱۹۵۵ ‏(۶۹ سال)  |
| اوهایو          |       | شرود براون         |  | حزب دموکرات    | استاد | U.S. House, Ohio Secretary of State, Ohio House | دانشگاه ییل (کارشناسی هنر) دانشگاه ایالتی اوهایو (MA; MPA)                                        | January 3، ۲۰۰۷          | ۹ نوامبر ۱۹۵۲ ‏(۷۲ سال)  |
| اوهایو          |       | راب پورتمن         |  | حزب جمهوری‌خواه | کشاورز، مسئول تبلیغات پارلمان، وکیل مؤسسه حقوقی                                                                            | U.S. House، دفتر نماینده تجاری ایالات متحده آمریکا، اداره مدیریت و بودجه | کالج دارتموث (کارشناسی هنر) دانشگاه میشیگان (جی دی)                                               | January 3، ۲۰۱۱          | ۱۹ دسامبر ۱۹۵۵ ‏(۶۹ سال) |
| اُکلاهما         |       | جیم اینهاف         |  | حزب جمهوری‌خواه | بازرگان، توسعه دهنده، رئیس‌جمهور شرکت بیمه                                                                                  | ایالات متحده آمریکا، U.S. House, Tulsa Mayor, Oklahoma Senate, Oklahoma House | University of Tulsa (کارشناسی هنر)                                                                | November 17، ۱۹۹۴        | ۱۷ نوامبر ۱۹۳۴ ‏(۹۰ سال) |
| اُکلاهما         |       | جیمز لنکفرد        |  | حزب جمهوری‌خواه | مدیر برنامه در مرکز همایش باپتیست                                                                                          | U.S. House | دانشگاه تگزاس در آستین (بی‌اس) Southwestern Baptist Theological Seminary (MDiv)                    | January 3، ۲۰۱۵          | ۴ مارس ۱۹۶۸ ‏(۵۷ سال)    |
| اورگن           |       | ران ویدن           |  | حزب دموکرات    | معلم، هیئت مدیره | U.S. House | دانشگاه کالیفرنیا، سانتا باربارا (attended) دانشگاه استنفورد (کارشناسی هنر) دانشگاه اورگن (جی دی) | February 6، ۱۹۹۶         | ۳ مهٔ ۱۹۴۹ ‏(۷۶ سال)      |
| اورگن           |       | جف مارکلی          |  | حزب دموکرات    | هیئت مدیره | Oregon House Speaker، وزارت دفاع ایالات متحده آمریکا tech worker, CBO Analyst, | دانشگاه استنفورد (کارشناسی هنر) دانشگاه پرینستون (MPA)                                            | January 3، ۲۰۰۹          | ۲۴ اکتبر ۱۹۵۶ ‏(۶۸ سال)  |
| پنسیلوانیا      |       | باب کیسی جونیور    |  | حزب دموکرات    | معلم، مربی بسکتبال، | Pennsylvania Treasurer, Pennsylvania Auditor | College of the Holy Cross (کارشناسی هنر) دانشگاه کاتولیک آمریکا (جی دی)                           | January 3، ۲۰۰۷          | ۱۳ آوریل ۱۹۶۰ ‏(۶۵ سال)  |
| پنسیلوانیا      |       | پت تومی            |  | حزب جمهوری‌خواه | نرخ ارز، مدیر رستوران | U.S. House | دانشگاه هاروارد (کارشناسی هنر)                                                                    | January 3، ۲۰۱۱          | ۱۷ نوامبر ۱۹۶۱ ‏(۶۳ سال) |
| رود آیلند       |       | جک رید             |  | حزب دموکرات    | وکیل شرکت خصوصی | نیروی زمینی ایالات متحده آمریکا سرگرد (ایالات متحده)، U.S. House, Rhode Island Senate | آکادمی نظامی ایالات متحده (بی‌اس) دانشگاه هاروارد (MPP، جی دی)                                     | January 3، ۱۹۹۷          | ۱۲ نوامبر ۱۹۴۹ ‏(۷۵ سال) |
| رود آیلند       |       | شلدون وایت‌هاوس     |  | حزب دموکرات    | ندارد | Law clerk برای West Virginia Supreme Court, Special Assistant to Attorney General, Governor's Executive Counsel, Rhode Island Attorney General، دادستان ایالات متحده آمریکا برای District of Rhode Island, Rhode Island Director of Business Regulation | دانشگاه ییل (کارشناسی هنر) دانشگاه ویرجینیا (جی دی)                                               | January 3، ۲۰۰۷          | ۲۰ اکتبر ۱۹۵۵ ‏(۶۹ سال)  |
| کارولینای جنوبی |       | لیندسی گراهام      |  | حزب جمهوری‌خواه | وکیل و افسر ذخیره نیروی هوایی ایالات متحده                                                                                 | مجلس نمایندگان و مجلس ایالتی کارولینای جنوبی | دانشگاه کارولینای جنوبی                                                                           | January 3، ۲۰۰۳          | ۹ ژوئیهٔ ۱۹۵۵ ‏(۶۹ سال)   |
| کارولینای جنوبی |       | تیم اسکات          |  | حزب جمهوری‌خواه | نماینده بیمه، مشاور مالی                                                                                                   | U.S. House, South Carolina House، شهرستان چارلستون، کارولینای جنوبی Council | Presbyterian College (attended) Charleston Southern University (بی‌اس)                             | January 2، ۲۰۱۳          | ۱۹ نوامبر ۱۹۶۵ ‏(۵۹ سال) |
| داکوتای جنوبی   |       | جان تون            |  | حزب جمهوری‌خواه | مدیر لیگ شهرداری، مدیر راه‌آهن                                                                                              | U.S. House, Legislative aide, South Dakota Republican Party Executive Director | Biola University (بی‌اس) دانشگاه داکوتای جنوبی (ام‌بی‌ای)                                            | January 3، ۲۰۰۵          | ۷ ژانویهٔ ۱۹۶۱ ‏(۶۴ سال)  |
| داکوتای جنوبی   |       | مایک راوندز        |  | حزب جمهوری‌خواه | تاجر | South Dakota Governor, South Dakota Senate | دانشگاه ایالتی داکوتای جنوبی (بی‌اس)                                                               | January 3، ۲۰۱۵          | ۲۴ اکتبر ۱۹۵۴ ‏(۷۰ سال)  |
| تنسی            |       | لامر الکساندر      |  | حزب جمهوری‌خواه | ندارد | Law clerk for the دادگاه استیناف حوزه پنجم ایالات متحده آمریکا، Senate staffer, Tennessee Governor، وزیر آموزش ایالات متحده آمریکا | دانشگاه وندربیلت (کارشناسی هنر) دانشگاه نیویورک (جی دی)                                           | January 3، ۲۰۰۳          | ۳ ژوئیهٔ ۱۹۴۰ ‏(۸۴ سال)   |
| تنسی            |       | باب کورکر          |  | حزب جمهوری‌خواه | کارگر ساختمانی و سرپرست، مالک شرکت‌های ساخت و ساز و املاک و مستغلات                                                         | Chattanooga Mayor, Tennessee Finance and Administration Commissioner | دانشگاه تنسی (بی‌اس)                                                                               | January 3، ۲۰۰۷          | ۲۴ اوت ۱۹۵۲ ‏(۷۲ سال)    |
| تگزاس           |       | جان کورنین         |  | جمهوری‌خواه     | وکیل | دادستان کل تگزاس، دیوان عالی تگزاس | ۲ دسامبر، ۲۰۰۲                                                                                    | ۲ فوریهٔ ۱۹۵۲ ‏(۷۳ سال)    | ۲۰۲۶                    |
| تگزاس           |       | تد کروز            |  | جمهوری‌خواه     | وکیل | Law clerk for the دادگاه استیناف حوزه چهارم ایالات متحده آمریکا and دیوان عالی ایالات متحده آمریکا، وزارت دادگستری ایالات متحده آمریکا، federal policy advisor, Texas Solicitor General                                                                 | ۳ ژانویه، ۲۰۱۳                                                                                    | ۲۲ دسامبر ۱۹۷۰ ‏(۵۴ سال)  | ۲۰۲۴                    |
| یوتا            |       | مایک لی            |  | جمهوری‌خواه     | وکیل مؤسسه حقوقی | Law clerk for the U.S. District Court and دادگاه استیناف حوزه سوم ایالات متحده آمریکا، دادستان ایالات متحده آمریکا | ۳ ژانویه، ۲۰۱۱                                                                                    | ۴ ژوئن ۱۹۷۱ ‏(۵۴ سال)     | ۲۰۲۲                    |
| یوتا            |       | میت رامنی          |  | جمهوری‌خواه     | تاجر، نامزد حزب جمهوری‌خواه در انتخابات ریاست جمهوری ۲۰۱۲                                                                   | فرماندار ماساچوست | ۳ ژانویه، ۲۰۱۹                                                                                    | ۱۲ مارس ۱۹۴۷ ‏(۷۸ سال)    | ۲۰۲۴                    |
| ورمانت          |       | پاتریک لیهی        |  | دموکرات        | وکیل خصوصی | شهرستان چیتندن، ورمونت دادستان ناحیه‌ای | ۳ ژانویه، ۱۹۷۵                                                                                    | ۳۱ مارس ۱۹۴۰ ‏(۸۵ سال)    | ۲۰۲۲                    |
| ورمانت          |       | برنی سندرز         |  | مستقل          | فیلمساز، نجار، نویسنده، محقق                                                                                               | Burlington Mayor, مجلس نمایندگان آمریکا | ۳ ژانویه، ۲۰۰۷                                                                                    | ۸ سپتامبر ۱۹۴۱ ‏(۸۳ سال)  | ۲۰۲۴                    |
| ویرجینیا        |       | مارک وارنر         |  | حزب دموکرات    | صاحبنظر، سرمایه‌دار سرمایه گذاری                                                                                            | Virginia Governor, Virginia Democratic Party Chair | دانشگاه جرج واشینگتن (کارشناسی هنر) دانشگاه هاروارد (جی دی)                                       | January 3، ۲۰۰۹          | ۱۵ دسامبر ۱۹۵۴ ‏(۷۰ سال) |
| ویرجینیا        |       | تیم کین            |  | حزب دموکرات    | دادگاه استیناف حوزه یازدهم ایالات متحده آمریکا، وکالت در بخش خصوصی، معلم                                                   | Virginia Governor, Virginia Lieutenant Governor, Richmond Mayor، ریچموند، ویرجینیا شورای شهر، کمیته ملی دموکرات Chair | دانشگاه میزوری (کارشناسی هنر) دانشگاه هاروارد (جی دی)                                             | January 3، ۲۰۱۳          | ۲۶ فوریهٔ ۱۹۵۸ ‏(۶۷ سال)  |
| واشینگتن        |       | پتی موری           |  | حزب دموکرات    | معلم مهد کودک، معلم والدین                                                                                                 | سنای ایالتی واشینگتن، Shoreline School Board | دانشگاه ایالتی واشینگتن (کارشناسی هنر)                                                            | January 3، ۱۹۹۳          | ۱۱ اکتبر ۱۹۵۰ ‏(۷۴ سال)  |
| واشینگتن        |       | ماریا کانتول       |  | حزب دموکرات    | معاون بازاریابی | U.S. House, Washington House | دانشگاه میامی (کارشناسی هنر)                                                                      | January 3، ۲۰۰۱          | ۱۳ اکتبر ۱۹۵۸ ‏(۶۶ سال)  |
| ویرجینیا غربی   |       | جو مانچین          |  | دموکرات        | رئیس شرکت معدن زغال‌سنگ | West Virginia Governor, West Virginia Secretary of State, West Virginia Senate, West Virginia House | ۱۵ نوامبر، ۲۰۱۰                                                                                   | ۲۴ اوت ۱۹۴۷ ‏(۷۷ سال)     | ۲۰۲۴                    |
| ویرجینیا غربی   |       | شلی مور کاپیتو     |  | جمهوری‌خواه     | ندارد | U.S. House | ۳ ژانویه، ۲۰۱۵                                                                                    | ۲۶ نوامبر ۱۹۵۳ ‏(۷۱ سال)  | ۲۰۲۶                    |
| ویسکانسین       |       | ران جانسون         |  | حزب جمهوری‌خواه | حسابدار، مدیر عامل شرکت تولیدکننده پلاستیک                                                                                 | ندارد | دانشگاه مینه‌سوتا (بی‌اس)                                                                           | January 3، ۲۰۱۱          | ۸ آوریل ۱۹۵۵ ‏(۷۰ سال)   |
| ویسکانسین       |       | تیمی بالدوین       |  | حزب دموکرات    | وکیل خصوصی | U.S. House, Wisconsin Assembly، شهرستان دان، ویسکانسین Board | کالج اسمیت (کارشناسی هنر) دانشگاه ویسکانسین-مدیسن (جی دی)                                         | January 3، ۲۰۱۳          | ۱۱ فوریهٔ ۱۹۶۲ ‏(۶۳ سال)  |
| وایومینگ        |       | سینتیا لومیس       |  | حزب جمهوری‌خواه | وکیل | Wyoming Senate Wyoming House of Representatives State treasurer حوزه انتخابیه کلی وایومینگ | دانشگاه جرج واشینگتن (بی‌اس) دانشگاه دنور (ام‌بی‌ای)                                                 | January 3، ۱۹۹۷          | ۱ فوریهٔ ۱۹۴۴ ‏(۸۱ سال)   |
| وایومینگ        |       | جان باروزو         |  | حزب جمهوری‌خواه | پزشک در طب خصوصی، جراح ارتوپدی، رئیس کارکنان یک مرکز پزشکی                                                                 | سنای وایومینگ | مؤسسه پلی‌تکنیک رنسلیر (attended) دانشگاه جرج‌تاون (بی‌اس; دکترای پزشکی)                             | June 25، ۲۰۰۷            | ۲۱ ژوئیهٔ ۱۹۵۲ ‏(۷۲ سال)  |